# チョン・ユジョン
チョン・ユジョン（丁柚井、1966年8月15日 - ）は、韓国の女性小説家、元看護師。

## 経歴
全羅南道咸平郡生まれ。光州の基督看護大学卒業、その後は光州で看護師として勤務した。2007年にデビュー以来、ベストセラー作家となる。
2007年、第1回世界青少年文学賞を、2009年、第5回世界文学賞を受賞。
代表作『七年の夜』は、韓国で55万部を売り上げ、フランス、ドイツ、中国などへも翻訳された。

## 邦訳作品
- 『七年の夜』カン・バンファ訳、書肆侃侃房、韓国女性文学シリーズ 、2017年11月
- 『種の起源』カン・バンファ訳、早川書房、ハヤカワ・ポケット・ミステリ、2019年2月

## 作品
- 열한살 정은이（2000年8月 光明世界出版社）
- 이별보다 슬픈 약속（2002年5月 光明世界出版社）
- 마법의 시간（2004年2月 光明世界出版社）
- 내 인생의 스프링 캠프（2007年7月 飛龍沼出版社）
- 射向我心臟（내 심장을 쏴라）（2009年5月 銀杏出版社）
- 七年之夜（7년의 밤）（2011年3月 銀杏出版社）
  - 陸版 2015年6月 天津人民出版社
- 28天（28）（2013年6月 銀杏出版社）
  - 陸版 2015年4月5日 東方出版社
- (정유정의)히말라야 환상방황（2014年4月 銀杏出版社）
- 物種起源（종의 기원）（2016年5月 銀杏出版社）
- 정유정, 이야기를 이야기하다.（2018年6月 銀杏出版社）
- 진이, 지니（2019年5月 銀杏出版社）
- 完全的幸福（暫譯）（완전한 행복）（2021年6月 銀杏出版社）
  - 陸版 2023年9月預定 磨鐵文化大魚讀品（發行）